# Lexikon över vedertagna åsikter

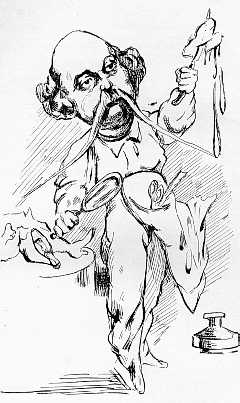
Karikatyr från 1869 föreställande Flaubert "dissekerande" Madame Bovary

Lexikon över vedertagna åsikter (Dictionaire des idées reçues) är en parodi på ett konversationslexikon, skrivet av den franske författare Gustave Flaubert (1821-1880) och utgiven postumt 1910.

## Innehåll
Boken inleds med ett citat av Nicolas Chamfort: "Allt talar för att varje allmän föreställning, varje vedertagen konvention är en dumhet, eftersom den passat det stora flertalet" och ett latinskt citat "Vox populi, vox dei" (Folkets röst, Guds röst). Sedan följer i alfabetiskt ordning en samling uppslagsord med definitioner och beskrivningar. Ett par exempel:
- Tjänstefolk - Alla är tjuvar.

- Trikåer - Mycket upphetsande.

Boken kan ses som en satir över sin tids mest konventionella tänkande och allra plattaste klichéer och som en parodi på det vanliga artighetssamtalet i borgerlig miljö i Frankrike i slutet av 1800-talet. Den kan också ses som en parodi på lexikonet som form. 
Jämfört med Flauberts övriga verk är boken relativt kort: i den senaste svenska upplagan är själva lexikontexten på 110 sidor.

## Bakgrund
Det är oklart exakt när Flaubert började skriva på den bok som senare kom att kallas Lexikon över vedertagna åsikter. Han nämner saken i ett brev till en vän så pass tidigt som 1852 och skriver där om sina planer på ett lexikon över allmänt vedertagna åsikter, en bok som skulle tillfredsställa hans begär att "prisge alla stora män åt idioterna, martyrerna åt bödlarna". Vid hans död var dock boken inte fullbordad, utan förelåg i tre olika, halvfärdiga varianter. Detta gör att olika utgåvor av boken idag kan skilja sig åt.